# 岡崎市立細川小学校
岡崎市立細川小学校（おかざきしりつ ほそかわしょうがっこう）は、愛知県岡崎市細川町にある公立小学校。

## 概要
1871年（明治4年）に創立した。
奥殿小学校とともに、岡崎市立新香山中学校の学区を構成する。
2005年（平成17年）から細川町字さくら台で住宅団地「リバーサイドヒルズさくら台」の土地分譲が始まり、続いて桑原町字緑陽台に264区画の住宅団地「緑陽台」が宅地造成された。こうした影響で、近年、児童数が急激に増加した。
| 調査日       | 児童数 | 通常学級 | 特別支援学級 | 出典  |
| ------------ | ------ | -------- | ------------ | ----- |
| 2013年4月8日 | 717人  | 21       | 2            | [ 3 ] |
| 2019年5月1日 | 890人  | 25       | 6            | [ 4 ] |
| 2020年5月1日 | 870人  | 24       | 6            | [ 5 ] |
| 2021年5月1日 | 859人  | 24       | 5            | [ 6 ] |
| 2022年5月1日 | 807人  | 23       | 5            | [ 7 ] |
| 2023年5月1日 | 761人  | 22       | 6            | [ 8 ] |

## 学区
| 町名 | 進学先       |
| --- | ------------ |
| 奥山田町、仁木町、細川町、桑原町（字緑陽台・字大沢のうち通称奥山田・19番地8～19番地10・20番地1・20番地99～20番地101・20番地108・20番地109・41番地1・41番地4) | 新香山中学校 |

（2022年12月26日現在）

## 沿革

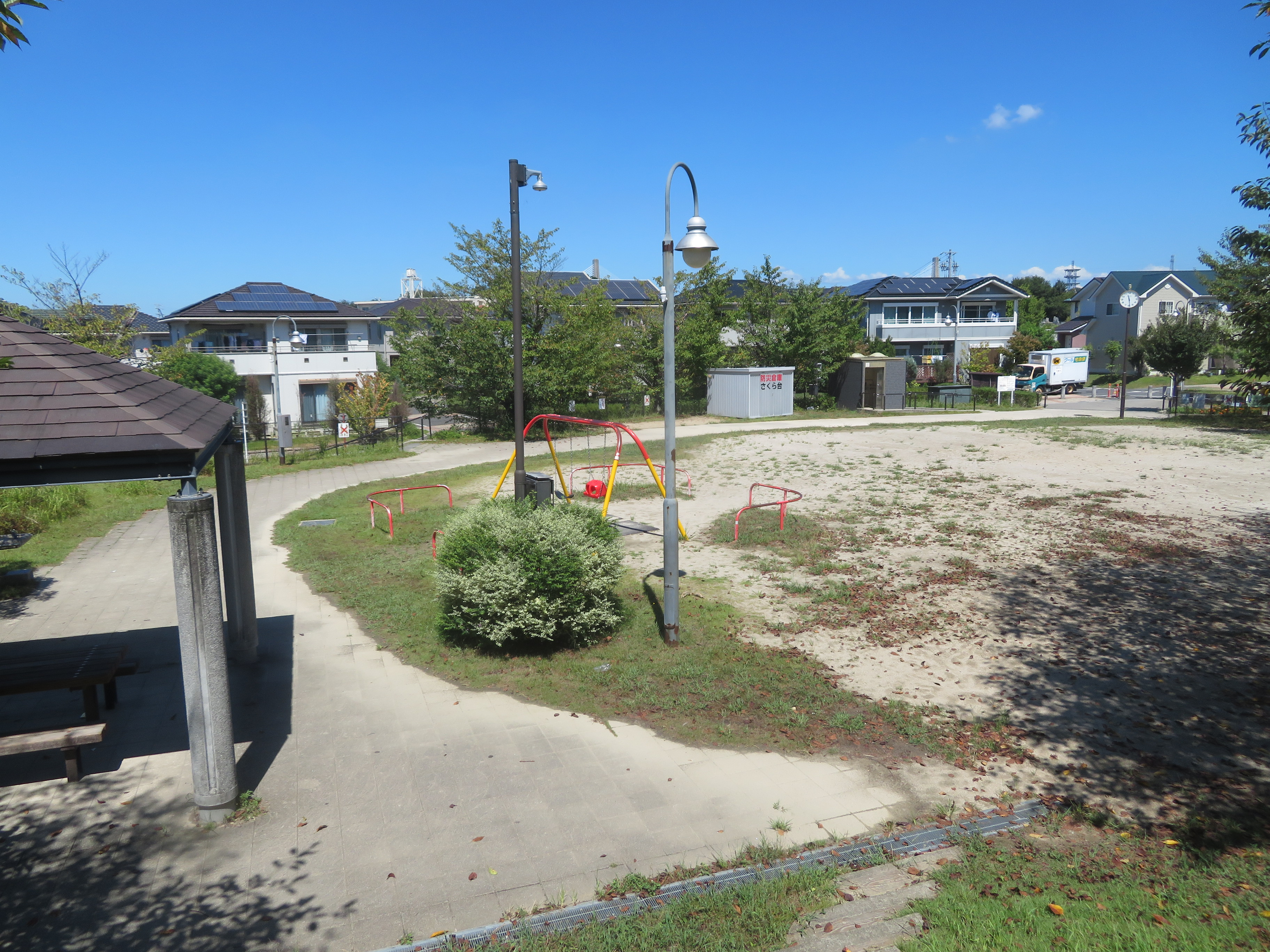
細川町字さくら台に造成された住宅団地「リバーサイドヒルズさくら台」。同団地と「緑陽台」（桑原町）がつくられたことにより、近年、児童数が急増している。

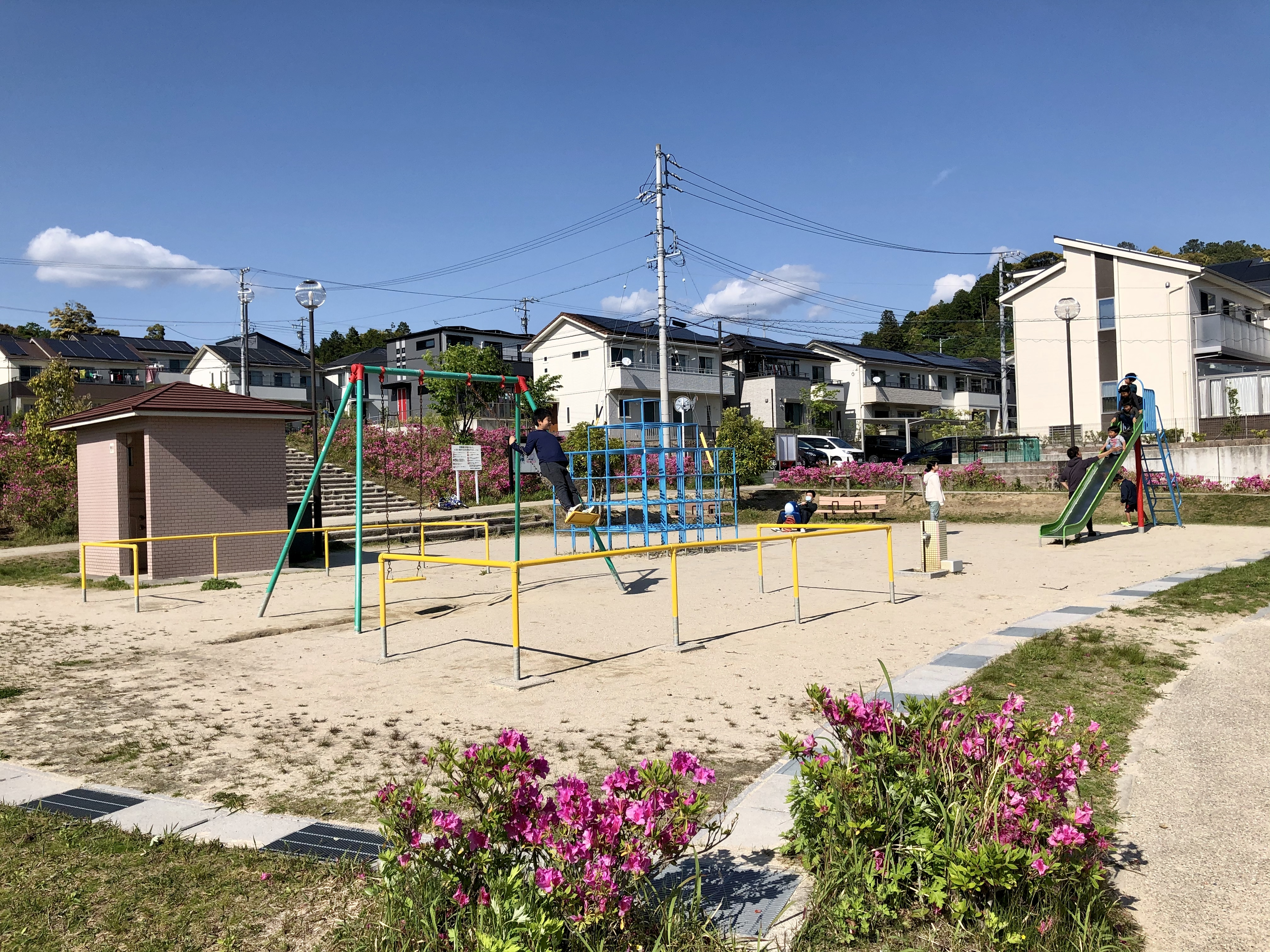
桑原町字緑陽台に造成された住宅団地「緑陽台」。

- 1871年（明治4年） - 細川村松明院境内蓮生庵に細川学校を創設。
- 1878年（明治11年） - 額田郡細川学校と改称。
- 1892年（明治25年） - 小学校令の改正により、細川尋常小学校と改称。
- 1922年（大正11年） - 細川尋常小学校が現在地に移転[11]。
- 1941年（昭和16年） - 国民学校令により額田郡岩津町細川国民学校と改称。
- 1947年（昭和22年） - 学校教育法施行により細川小学校と改称。
- 1955年（昭和30年） - 額田郡が岡崎市に合併され、それに伴い岡崎市立細川小学校と改称。
- 1974年（昭和49年） - プール完工式。
- 1980年（昭和55年） - 体育館完工式。